# 阿南惟幾
阿南惟幾（日语：／ Anami Korechika、1887年2月21日—1945年8月15日），1945年4月，出任鈴木貫太郎內閣的陸軍大臣。
太平洋戰爭末期，對於投降的爭議在鈴木內閣中發生嚴重的意見對立。當時外務大臣東鄉茂德與海軍大臣米內光政贊同接受宣言，但陸軍堅持將戰爭持續到本土決戰。然而昭和天皇決定接受《波茨坦宣言》並以「承詔必謹」試圖約束軍人服從天皇投降決定以免於兵變動亂。雖為主戰派的阿南惟幾致力維繫天皇意志，盡力遏止及平息陸軍內部因為反對投降而可能引發的動亂，發揮了重要的作用，他是戰爭能在鈴木內閣得以終止的關鍵人物。
雖然陸軍中堅層軍官發動了宮城事件，但在阿南惟幾等將領事先安排的防備措施下，政變企圖迅速被敉平，使1945年8月15日天皇投降談話的錄音最後仍依照計畫在午間得以順利廣播。投降廣播當日清晨，阿南惟幾於陸軍大臣官邸切腹自殺。這是自日本內閣制度成立以來，首次發生現任大臣自殺。
歷任天皇侍從武官、陸軍省兵務局長、人事局長、第109師團長、陸軍省次官、第11軍司令官、第2方面軍司令官、陸軍航空總監部兼航空本部長、陸軍大臣。他的人格和人品受到昭和天皇的信任。雖然他經常被誤認為最後的陸軍大臣，但歷史上最後的陸軍大臣是幣原內閣的下村定。
曾指挥日军参加第二次及第三次长沙会战，但兩場戰役均以戰敗收場。

## 主要經歷

### 陸軍航空總監兼航空本部長
1944年12月，阿南惟幾調任航空總監兼航空本部長，在當時這兩項工作已非早期的陸軍航空部隊，而是艱難的陸軍特攻隊自殺攻擊任務管理。其時盟軍佔領了萊特島，從民都洛島開始，旨在控制整個菲律賓，在日軍大本營，曾有個計劃讓阿南指揮包括澳大利亞北部、婆羅洲和菲律賓南部的戰事，統一戰局，以對抗盟軍。同時，阿南本身作為陸軍部隊指揮官也有在當地殉職的覺悟，他在這一天的日記中寫著「失去了許多年輕人，沒有顏面和準備再次活著踏上帝國本土。」然而，他總是對部屬說「僅僅死了，並不意味著你已經完成了你的職責。要盡可能活著成為戰鬥力」，他抑制對為戰死部屬殉道的念頭，啟程前往東京。
此時，隨著戰局的惡化，期待阿南成為陸軍大臣已久的論調愈發強烈，在達沃與阿南會面的三笠宮崇仁親王回國後向東久邇宮稔彦王說“阿南人格高潔，下屬心服，與海軍的關係也很好，阿南指揮南方第一線有必要，但作為陸軍大臣的活動更有必要。」這意味著陸軍從外地將他召回中央，期待阿南擔任陸軍大臣。阿南也聽說了要他當陸軍大臣的議論，他在日記中以否定態度寫道“許多人期待我將成為陸相，但我奉命執行重要作戰任務，還沒有盡完我的職責。我自知那不是我的工作。”
在返回東京的路上，阿南來到呂宋島，原本希望鼓勵在菲律賓處於惡戰中的陸軍士官學校同期同學，第14方面軍 (日本陸軍)司令官山下奉文，但熟悉菲律賓戰況的南方軍總參謀沼田多稼藏中將報告了現狀，他放棄了前往呂宋島的想法。阿南和山下在這之後沒有再見過面。
阿南擔任航空本部長後不久，硫磺島戰役開始，盟軍打破了陸軍劃設的絕對國防圈，逼近了日本本土。部署在菲律賓的陸軍航空特攻隊「萬朵隊」和「富嶽隊」特攻隊已經出擊，但阿南批評航空特攻認為“即使特攻是決死隊，也應當設法採取生還之道。像對敵艦的空中特攻，任務的出擊命令只能靠死亡執行，上層長官給這個加入過多的武士情懷。”然而，大本營的政策是，天號作戰任務決定對入侵本土附近的盟軍實施空中自殺攻擊，迫使他們慘重損失的計劃，其主要戰術是特攻，不管是否喜歡，阿南將參與特攻。
在天號作戰中，有必要全面運用陸海及航空部隊。然而，對於海軍計劃在沖繩進行決戰，陸軍保留一定數量的戰力和強調在本土進行決戰的戰略是不同。陸軍內部對於海軍認為應該把陸軍航空部隊置於海軍的指揮之下，作為陸、海軍的綜合作戰進行決戰，也有意見。 然而，這樣的提議，需要陸軍航空本部長阿南的諒解與同意，並將陸軍航空的指揮權交給海軍。参謀本部第一作戰部長宮崎周一中將向阿南提出，由於阿南在擔任第2方面軍司令官時曾經驗過海軍的背叛，擔心其有私人怨恨而不容易同意，但阿南和善地對宮崎輕描淡寫地微笑著說：“沒關係，很高興由豐田大將（聯合艦隊司令長官豐田副武）指揮”、“你可以立刻跟日吉台聯繫。”他讓宮崎不要擔心。
阿南反對陸軍在本土決戰的戰力保留策略，雖然對特攻持批評態度，但“不要只考慮本土決戰，應該集中所有的空中力量擊打沖繩的敵人”，並對陸軍參謀總長梅津美治郎說過“我準備好了作為特攻隊員衝進敵艦。”在為特攻隊員的出征送行時，他流下了眼淚，並公開向周圍的人宣稱，“最後，我將衝向以富士山為目標的敵機群側翼”。由於阿南的熱情，陸軍航空隊的第6航空軍與海軍聯合艦隊採取統一指揮，沖繩戰役的海軍特攻第5航空艦隊 (日本海軍)和第六航空軍，在聯合艦隊的指揮下，是合併的，沒有脫離陸海軍合作行動範圍，只是海軍的第五艦隊司令部是鹿屋基地和前線， 陸軍第六航空軍司令部在後方的福岡市，這使得合作不足，沒有達到理想進行陸海聯合作戰。

### 陸軍大臣

#### 背景
前任小磯內閣末期，陸軍三長官會議未經小磯國昭首相同意，擅自將陸軍大臣杉山元調出內閣擔任為本土決戰新編制的第一總軍司令官，並由阿南接替擔任陸相。預備役陸軍大將小磯重返現役，要求以總理大臣兼任陸相，但未被陸軍接受，內閣總辭。在如此困難的局勢中，除了阿南之外，其他人沒有足夠的人氣接任陸軍大臣，杉山等陸軍首腦從海外召回阿南，計劃出任下屆陸軍大臣。
然而，阿南本人對陸軍內部推舉陸軍大臣的舉動表示拒絕，稱“自己將死在空中，絕對拒絕擔任大臣。”陸軍人事局局長額田坦受到阿南的強烈反對，第15方面軍司令兼中部軍管區司令河邊正三大將感受到危機，於是河邊向前上司阿南說“我理解雖然反對，卻要派出一個又一個特攻隊的心情。”“然而，與其自己登上飛機衝進敵機群攻擊，在這個關鍵時刻站出來接受大臣，不就是真正的忠誠嗎？”他的話說服了阿南。

#### 鈴木貫太郎組閣
1945年（昭和20年）4月7日，就在大和號戰艦以特攻隊任務開往支援沖繩島戰役半途被擊沉當天，太平洋戰爭的失敗形勢變得明顯時，樞密院議長鈴木貫太郎（前侍從長、前海軍軍令部長、前聯合艦隊司令長官）受命出任內閣總理大臣。
陸軍是擔任內閣總理大臣的鈴木在組閣時首先到訪的地方。鈴木對前陸軍大臣杉山元元帥提出了單刀直入的要求，他說“我希望阿南惟幾大將加入內閣。”因此，杉山在陸軍三長官會議上進行了討論，提出了以下三個阿南入閣的條件。
1. 完成大東亞戰爭
2. 組織內閣，以期實現陸主海從一體化
3. 贏得本土決戰，毫不猶豫地執行陸軍隊計劃的措施。[11]

鈴木很快接受了這個條件。由於鈴木策劃結束戰爭，陸軍認為“鈴木首相是佩特羅·巴多格里奧”，會像義大利王國 (1861年－1946年)無條件投降，於是提出這樣的條件，鈴木直接的反應讓杉山感到意外，但鈴木再次表示“沒有關係。”
之所以提名阿南是因為在鈴木擔任昭和天皇侍從長期間，阿南是侍從武官。他知道並相信阿南對昭和天皇的忠誠和真誠的性格，此外，在受天皇之命組閣時鈴木意識到，昭和天皇深深隱藏著希望“儘快結束對大局具有決定性的戰爭，不給人民人民帶來無謂的痛苦，不給人民帶來任何進一步的犧牲，把握和平機會”的政策，相信阿南會理解昭和天皇的意志，並忠誠地信奉。
據信只有阿南才有力量將暴走的陸軍維持在和平的過程。鈴木本人沒有留下任何關於他為什麼推選阿南的記錄，所以真相是未知的。
鈴木親自拜訪了阿南，並直接要求他出任陸軍大臣。阿南向來不願意成為陸軍大臣，但對於他敬佩的鈴木，阿南沒有拒絕並接受了邀請。關於陸軍提出的3個條件，阿南本人知道這些條件很難實現，而是認為應該尋求機會，以有利的狀態結束戰爭，並曾向當時的外務大臣重光葵提出戰爭結束的提議。關於阿南在出任陸軍大臣時的想法，根據協助阿南的陸軍次官若松只一中將的說法，“阿南的悲願是絕對的保護國體，他對鈴木的和平方針沒有異議，只想對敵人造成重大打擊，在能保護國體的狀態下結束戰爭。”

#### 和平工作
在鈴木內閣成立前後，和平派在政府內外的活動非常活躍。
４月15日，前駐英國大使吉田茂在阿南就任陸軍大臣後不久，被憲兵隊拘留。當阿南聽到吉田被拘留時，儘管他的立場是抗戰派，但他打電話給軍事課長荒尾興功大佐，並命令他「立即釋放」。然而，雖然憲兵沒有立即釋放吉田，特別是嚴厲審問對與近衛文麿的關係。但可能由於阿南的關係，吉田在拘留中心卻有可以在牢房裡自由的待遇。由於吉田一直保持沉默，釋放被延遲了40多天。在獲釋時，島田法務中將說“陸軍內部對是否起訴他有很大的爭議，但最終阿南閣下裁定不起訴。”這個事件是兵務局的抗戰派軍官，為了表明軍隊不退讓的決心，對政府上層和平運動進行的打擊。利用憲兵逮捕吉田，並將其送交東部軍的軍法會議。阿南克服了策劃這次起訴的兵務局一些強硬派的反對，吉田以輕微罪名被釋放。
然而，政府內部關於結束戰爭的討論尚未取得進展，被東西方猛烈攻擊的納粹德國命運被屏息注視著。蘇聯紅軍衝進柏林，柏林戰役開始，4月22日，成立100年的柏林電報局陷入沉寂。
4月26日，沖繩太平洋戰線的激烈戰鬥仍在繼續，此時仍希望給盟軍關鍵性一擊的鈴木將阿南和陸、海軍的首腦召集到首相官邸，他說“現在，無論發生什麼，沖繩的戰事必需成功。”“只有打贏沖繩戰役，外交政策才能有效執行。”昭和天皇也對陸軍參謀總長梅津美治郎說“如果（沖繩之戰）失利，未來的戰局將令人擔憂。”敦促守備沖繩的第32軍軍長牛島滿中將進攻。
5月2日，納粹德國投降。對日本政府來說，自身與納粹德國的投降是交織在一起的。但卻沒有扭轉困境的好辦法，只能“平靜地退後一步。”
5月3日，沖繩守備的第32軍總攻擊以失敗收場，戰局持續惡化。預計沖繩會失守的昭和天皇逐漸傾向儘早和平結束戰爭。
5月11、12、14日為期三天舉行最高戰爭指導會議，原因是步入絕境的軍隊最擔心此刻蘇聯對日宣戰。外相東鄉決定藉此機會與蘇聯進行和平談判，而避免與軍事上激烈衝突的美國直接談判，還討論經由蘇聯調解與美國的和平談判。然而，軍方缺乏國際意識，海軍大臣米內光政表示“海軍不僅希望阻止蘇聯參戰，還希望引起蘇聯的善意以採購石油等戰略物資。”然而這只是些荒唐無稽的指望。東鄉回答“蘇聯在軍事或經濟上絕對沒有被利用的餘地。為時已晚，以日本目前的局勢，我們應該考慮結束戰爭本身的手段。”東鄉的話指出軍方對當前形勢的幼稚認識。而海軍已經背著外務省，秘密地試圖向蘇聯採購戰略物資和飛機，以戰艦長門、航空母艦鳳翔號、重巡洋艦利根號，和數艘驅逐艦。給蘇聯作為交換。奉米內之命，軍務局第二課長末澤慶政大佐聯繫蘇聯駐東京大使館。但結果末澤只是喝了伏特加，蘇聯並沒有當真。
在關於和平條件的會談中，阿南也發表了樂觀的言論“和平條件的協商，應該根據目前的戰爭情況來決定。”“日本佔領的敵人領土，比被敵軍佔領的日本領土要大得多。”並指責東鄉“和平條件不僅要考慮目前的戰況，還要考慮可以合理預見的未來戰況。”然而，事實上日本政府別無選擇，只好根據米內的建議擱置和談條件，並將蘇聯作為和平的調解人。然而，東鄉認為與蘇聯的談判是艱難的，並打算準備和談判條件，如「割讓庫頁島南部」，「轉讓南滿洲鐵道」，「割讓千島群島北部」和「開放津輕海峽」。委託日本駐蘇聯大使佐藤尚武與蘇聯談判。但蘇聯已經通過雅爾達會議決定參戰。佐藤6月9日報告「加強日蘇友誼是無望的」。此後外交努力雖繼續進行，但沒有成果，部分原因是蘇聯政府的拖延政策。

#### 一撃講和
5月18日，阿南飛赴九州，鼓舞前線士氣。參觀了天號作戰期間前線的鹿屋基地和知覽基地。在鹿屋，阿南受到海軍第5航空艦隊司令長官宇垣纏中將歡迎。比亞克島戰役時，當時第一戰隊司令長官宇垣纏由於艦隊行蹤被美軍機發現，遂單方面自行取消了海軍的行動，讓阿南感覺受到背棄。不過，阿南在擔任陸軍次官時，與當時軍令部第一部長宇垣交好。這一天阿南沒有用私人恩怨回應海軍的禮遇。海軍以“陸軍大臣來了，而海軍大臣從未前來視察。”來歡迎阿南，阿南鼓勵海軍特攻隊飛行員。晚上在水交社與宇垣等人共進晚餐。
5月19日，他飛往第6航空軍司令部所在的福岡，會晤指揮官菅原道大中將。菅原多次向參謀總部提出派遣義烈空挺隊的申請，但每次都被拒絕。所以一直找機會越過參謀總部，直接與阿南會商。在與阿南面談之前，從參謀總部收到了『義號作戰』攻擊沖繩盟軍許可電文。，阿南返回東京後，「義烈空挺隊」對沖繩的盟軍基地進行了空中特攻行動，對盟軍機場造成相當打擊。
在5月24日和5月25日，延續東京大轟炸，兩天內飛往東京的B-29轟炸機總數超過1000架。日軍對3月10日東京大空襲進行反省，疏散居民並進行了猛烈的攔截，傷亡人數大幅下降，但東京市區仍然被大火幾乎夷為平地。

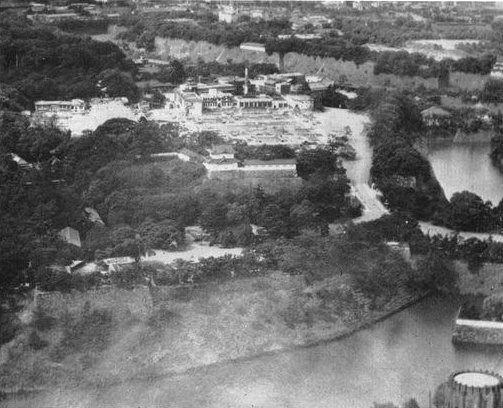
東京大轟炸期間美軍 B-29 裝載的燒夷彈使皇居建築焚毀逾半，照片是1945年8月底，戰爭結束後由美軍重巡洋艦 USS Quincy(CA-71)艦載偵察機 Vought OS2U Kingfisher 所拍攝。

5月25日，美軍一枚燒夷彈擊中皇居的半藏門。除了摧毀大門和衛兵室，燒夷彈引起的大火從明治宮表宮蔓延到奧宮，由於火勢太大，近衛師團也參與協助消防隊滅火，四小時後大火終於被撲滅。但火勢將面積 28,520 平方米的宮內建築物燒燬了 18,239 平方米。在御文庫附屬庫避難的昭和天皇和香淳皇后雖平安無事，卻有宮內省34名職員和近衛師團21名士兵死亡。此外首相官邸、陸軍大臣官邸皆被大火燒毀。
5月28日為了對皇宮火災負責，阿南向鈴木遞交了辭呈。鈴木努力地慰留，但阿南意志堅決，所以鈴木帶著辭呈來到皇宮，昭和天皇說“我了解陸軍大臣的衷心，但現在是國家存亡的時候，請告訴他留在現職，盡最大努力彌補。”阿南被迫撤回了辭呈。
陸軍大臣阿南和海軍大臣米內對政策的分歧已經非常明顯，情報局總裁下村宏擔心，如果軍部分裂，最終會陷入僵局。於是下村與鈴木在5月31日於首相官邸舉行了以阿南和米內為中心，以及軍需大臣豐田貞次郎（大將，海軍兵學校33期首席）及國務大臣安井藤治（中將，陸軍士官學校18期首席）的六相會談。果然，會議上阿南和米內發生了激烈的爭論。阿南認為“在引誘敵人進入本土並施加一擊後，應以有利條件進行和解。”米內則堅持“沒有機會贏得那場戰役，完全投降是不可避免的。因此，應該盡快進入和談。”阿南反駁說“如果繼續這樣下去，需要作出重大讓步，這不僅不能說服國民，而且陸軍中堅層無法控制，無論如何，這裡需要再加一步。”米內反駁說“不能再踐踏局勢，最終將導致連國體都無法維護。”進行了三個多小時的討論，但沒有妥協跡象。
6月9日鈴木在帝國議會眾議院和貴族院全體會議上演說， 兩天後，在眾議院戰時緊急措置法案委員會上，小山亮質問鈴木的答辯(天罰發言事件)，促使部分議員意欲推翻內閣。米內對議會將時間用於因為文字而攻擊首相的情況感到灰心，因而產生辭職意念。如果米內辭職，內閣將會因為分歧而不得不集體辭職。然而其它大臣沒有什麼動作，反而每天都和米內反復激烈爭辯的阿南卻最熱情，為了勸阻他辭職，他給米內寫了一封信。米內讀到阿南的信時，感動地喃喃自語說“陸軍大臣會這樣做嗎？”如果阿南不在這裡說服米內，米內的辭職幾乎是肯定的。目前仍不清楚阿南為何說服米內留任，因為沒有更強大的內閣大臣反對阿南。阿南後來說，“我認為鈴木內閣無論如何都會拯救國家。”由此推測，他的原因是維護鈴木內閣。
當國會和內閣因天罰發言案而動搖時，昭和天皇由於每天的壓力和工作，身體狀況不佳。6月8日御前會議決定在本土決戰，擊敗敵人，動搖其繼續戰鬥的意志，戰爭的目的是保護國家體制，它反映了陸軍「將戰爭完成到底」的強烈主張。然而，基礎是「七生盡忠的信念」和「地利人和」等抽象的概念。昭和天皇看到了這一點，在會議結束後向內大臣木戶幸一展示了帝國會議的決定“這已經是確定的。”昭和天皇的體重減少了約8公斤。從外表可以看出他明顯的憔悴，木戶眼見昭和天皇的狀況，開始起草一份計劃草案來控制局勢。根據草案將派特使帶天皇的親筆信前往蘇聯，對抗美國，則依賴英國進行調解。當木戶將完成的草稿呈給昭和天皇時，昭和天皇興致勃勃地閱讀了木戶在政務室沙發上打出的草稿，沒有問任何特別的問題，他同意試試看。
6月9日 昭和天皇從中國大陸視察歸來。接到參謀總長梅津的報告“滿洲和中國的軍力僅相當於美軍四個師，彈藥只夠現代戰爭一場會戰。”昭和天皇在這份報告中說“聽說日本本土的兵力遠不如滿洲。 如果滿洲軍隊實力如此，就不可能像統帥部說的那樣本土決戰。”
6月12日，在收到海軍軍事參議官長谷川清大將“海軍已經耗盡了武器和人員”“動員計劃多有杜撰”“機動力隨每次空襲惡化減退，戰爭遂行能力逐漸喪失”的報告後，天皇對事實的認識崩潰，並意識到“本土決戰勝利，有利於和談。”不過是種幻覺。昭和天皇為此身心俱疲，在接下來的15日，他因不適而臥床不起。

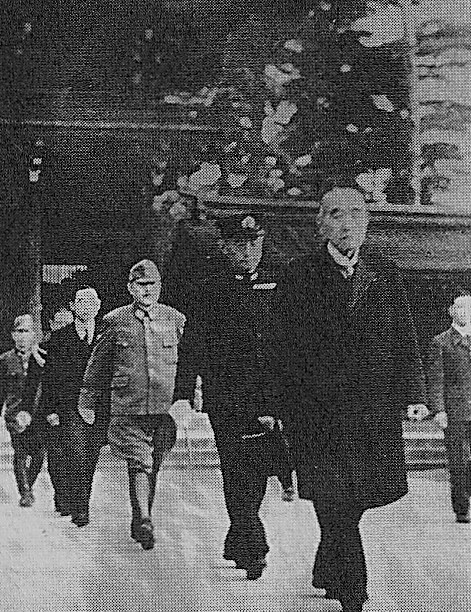
由右往左依序鈴木貫太郎，米內光政、阿南惟幾伊勢神宮參拜

6月15日，沖繩島戰役接近結束，阿南與鈴木等閣員一起前往伊勢神宮參拜祈求勝利。在當天的新聞會上，鈴木表示，“本土的決戰是獲勝的絕佳機會。”用沖繩失守後本土決戰的宣布，掩飾他與木戶合作的深謀遠慮。
6月18日，木戶與從伊勢神宮回來的阿南會面，解釋他的計劃。阿南聽說木戶正在考慮辭職，首先安慰他“不該辭職”，木戶當時立刻說“不，如果你問我要說什麼，你可能會叫我辭去內大臣”，然後說“阿南先生，你到底對戰爭有什麼看法？”“我們現在需要採取果斷的手來控制戰局。”他解釋，同時展示了木戶的計畫。阿南默默地聽著，臉上露出了笑容，回答說“木戶先生，從你目前的職位來看，我認為你現在所說的話是很自然的。”“但我們軍人只是認為，我們應該在本土決戰中對敵人進行重大打擊，然後和談，我相信和談可以在對日本有利的條件下結束。”木戶進一步解釋昭和天皇的想法“本土決戰最終是1億國民玉碎，這樣的話，就無法保護國體”“陛下擔心將戰爭持續到最後是徒勞的。”忠於天皇的阿南無言以對。最後，木戶鼓勵考慮他的試行方案“即使決戰一次，美國也有足夠的力量來兩次或三次。”“我們必須在那之前進行，所以無論如何請考慮。”阿南也同意“我知道，我會考慮的”。
6月22日，太平洋戰爭中最慘烈的沖繩島戰役以“玉碎”結束，第32軍司令長官牛島滿中將切腹自決。鈴木內閣認為必須成功的戰役，陸軍僅能以追贈牛島大將作為結束。最高戰爭指導委員會六名成員召開了御前會議，昭和天皇在會議開始時說“在這個場合，我們應該不受約束地迅速對結束戰爭進行具體研究。按照傳統觀念，努力實現這一目標。”會上，昭和天皇繼續積極發聲，梅津表示“倡導和談對國內外都會產生很大影響，需要慎重評估形勢，採取適當措施。”昭和天皇譏諷地問道“這並不表示你應該在再次打擊敵人後採取更謹慎的措施。”梅津回答“不是那個意思。”阿南說“我無話可說”並保持沉默。在這次會議上，陸軍「一擊講和論」被昭和天皇否定。天皇離開座位後，鈴木說“陛下坦率地告訴我們，我們應該毫不猶豫地說什麼。”他徵得與會人員的同意，並表示“未來，這六人將齊心協力，全面實現這一政策”，阿南第一個同意說“我同意”並表示“但是，這必須嚴格保密。陸軍的年輕成員認為，只有他們自己的想法是正確的。”他坦率地吐露陸軍的現狀。從此，在昭和天皇強烈的和平意願和陸軍隊徹底抗戰意志下，阿南被迫在艱難的道路上前行。
應昭和天皇的要求，前首相廣田弘毅被派去與蘇聯駐日本大使談判。但由於談判沒有進展，鈴木決定派一位特使帶著天皇的私人信件前往莫斯科，前首相近衛文麿被選為特使。外務省命令駐蘇聯大使佐藤取得近衛訪問的許可。經歷與蘇聯艱難的談判，佐藤沒有成功的結果，在與蘇聯外交談判後，他發了一封電報建議『除了投降結束戰爭，別無它法。』這次確信了依靠蘇聯是不可能的。日本的做法被報告給蘇聯共產黨總書記史達林。那是在史達林前往柏林郊區的波茨坦參加波茨坦會議之後。7月18日，史達林給了迴避的答覆，但日方對此情況無從知曉。

#### 波茨坦宣言
1945年7月17日納粹德國投降後，英國首相邱吉爾在柏林郊外的波茨坦與美國總統杜魯門和史達林聚集一堂，波茨坦會議是關於第二次世界大戰戰後處理的會議。7月26日，美、英和中華民國國民政府主席蔣介石在會談期間共同發表了《波茨坦宣言》。這個內容包括要求日本即日無條件投降的宣言傳到了日本。
日本政府收到《波茨坦宣言》後，於次日27日召開最高戰爭指導委員會和內閣會議，討論應對措施。阿南堅持“政府必須斷然宣布抵抗以免國民動搖，我們應該指出如何思考這一宣言的方向。”外相東鄉茂德認為“為了給和談留下空間，不必拒絕該宣言。”與他正面交鋒。經討論後，鈴木決定政府暫不提出政策，但各報社將予以報導，並發表評論，讓公眾了解。
次日28日的報紙上，對宣言的反應是「向日本投降的條件」、「共同宣言，破除自負，完成聖戰」，一家報社以「白日夢 錯覺」等評論報導了此事。每家報紙都視之為小事，對公眾沒有太大影響。
然而，陸軍的反應正如中國派遣軍總司令岡村寧次大將所說“波茨坦宣言應該被稱為滑稽意見的代表。”同一天，鈴木貫太郎在新聞會上說“我認為聯合聲明是開羅會議的重演，作為政府，我們不認為它有重要價值並‘默殺’。我們將推動完成戰爭。”次日，29日，報紙報導稱政府保持「沉默」，海外報導則將「默殺」解讀為「拒絕」。
杜魯門在7月25日的日記中寫道“我相信日本不會接受波茨坦宣言。”這也是在日本投下原子彈的理由。戰後，鈴木回想起這番話，後悔不已說『我一直後悔這句話。』
自這份報告發表以來，日本政府希望藉由蘇聯實現和談，結果只是浪費了寶貴的時間。 
1945年8月6日，美軍因為認為日本拒絕《波茨坦宣言》，在廣島投下原子彈，用一顆原子彈摧毀了廣島。第二天，8月7日，杜魯門說“我們用20億美元下了歷史性的賭注，我們贏了。”“投在廣島的炸彈是徹底改變戰爭的原子彈。除非日本投降，否則，它也將落在其它城市。”同日，下午召開閣僚會議，討論原子彈問題。阿南堅持“即使杜魯門聲稱投下了原子彈，那也可能是個騙局。”包括阿南在內的軍方雖然隱約了解原子彈，但認為承認和宣布原子彈對軍隊和民眾的士氣影響太大，需要具體的調查。最後根據大本營發表的公告，否認了原子彈，而是「新型炸彈」，然而沒有細節說明。

#### 御前會議
8月9日，被內閣期待作為和談斡旋者的蘇聯突然宣布對日作戰，日本政府聞訊在11:00前召開最高戰爭指導會議討論應對措施。不久，接獲通知美軍在長崎市投下了原子彈。至此，阿南不再反對接受《波茨坦宣言》。與參謀總長梅津美治郎、軍令部總長豐田副武，三人強烈主張「國體護持」「保障佔領」「日本自己解除武裝」「日本處理戰爭罪行」的四個條件。他與外相東鄉茂德和其他人發生了激烈的意見衝突。特別是對於皇室的保護，阿南堅決主張“蘇聯是不能信任的國家，美國是不人道的國家，如果談判破裂怎麼辦？”“只有一場決戰”。
米內問阿南對贏得戰爭的信心時，阿南進行了激烈的辯論。阿南表示“戰鬥是5分對5分，我不認為這是輸。”米內表示“除了局部的英雄事蹟外，布干維爾戰役、塞班島、萊特島、呂宋島、硫磺島、沖繩島都被打敗了。”阿南表示“我們在海戰中輸了，但我們沒有在戰爭中輸過。陸軍和海軍的認識是不同的。”在阿南來說，海軍的船艦幾乎全毀，而陸軍則國內外還有500萬大軍，還沒有真正決戰。本土決戰才是決戰，軍方當時堅稱人民也會受到鼓舞，兩種說法差距很大，爭論不休。
會議陷入混亂，文部大臣太田耕造提出了內閣總辭職的意見。如果阿南與大田一起辭職，他可能會迫使鈴木內閣總辭，但阿南沒有同意太田。參謀本部次長河邊虎四郎，在陸軍中層參謀的推動下，提出全國戒嚴、推翻內閣。建立軍政府的政變方案，但為陸相阿南、參謀總長梅津所嚴拒。海軍軍令部次官大西瀧治郎中將也與阿南面談，大西違背海軍大臣米內的意志，與軍令部總長豐田副武一起進行徹底決戰的說服活動，在這次面談中，對阿南說“米內贊成和談，不能原諒，期待陸軍大臣的奮力拼搏。”但阿南表示“雖然同意，但我不是海軍大臣的立場，所以我會假裝我沒有聽你說過這件事。”
晚上10點，鈴木臨時休會，歷時七個多小時仍未得出結論的內閣會議。沒有結論是鈴木意料中的事，所以事先秘密策畫了御前會議由天皇裁決。內閣會議休息之後，便再次召開最高戰爭指導會議，決定政治決策，會議由鈴木和內閣書記官長迫水久常依計畫進行昭和天皇出席的御前會議。由於海軍軍令部總長豐田副武與陸軍參謀總長梅津美治郎的簽名同意手續是迫水久常臨時為了會議而違反例行程序所取得，沒多久，得到宮中知召開御前會議通知的阿南來到內閣書記長室質問迫水“召開御前會議不是違背程序的嗎？”迫水隱瞞了打算讓天皇在御前會議上發言的事實，謊稱“今天的會議不是為了得出結論，而是讓陛下聽到實情。”阿南沒有進一步追問，只說“是的，那很好”。
晚上11點50分開始的御前會議上，阿南說“本土決戰不一定敗，即使一億國民玉碎，如果我們能將日本民族的名字留在世界歷史上，那就是我們真正的渴望。”梅津和豐田也同意。另一方面，東鄉表示戰爭的結束是不可避免的，米內和樞密院議長平沼騏一郎表示同意。等所有的意見都出來後，半夜兩點左右，鈴木沒有說出自己的意見，只說“只要有意見衝突，我懷著極大恐懼問陛下的願望，做為本會議的決定”，他徵求昭和天皇的意見，阿南此時發現從迫水那裡得到御前會議目的是個虛假的解釋。這是因為天皇發言完全出乎軍人的意料。昭和天皇說“那我說我的意見。我同意外務大臣的意見。”“當然解除忠誠軍隊的武裝，並且懲罰直到昨天還忠誠的人作為戰犯，在感情上難以忍受。但我認為今天是忍受不堪忍受的時候。為紀念明治天皇在三國干涉時期的感受，我含著淚水，同意外相的提案。”昭和天皇下了「聖斷」。
聖斷的御前會議結束後，陸軍省軍務局長吉積正雄向鈴木強烈施壓“總理，這個決定好嗎？這不是不同的承諾嗎？”，阿南見狀，插在鈴木和吉積之間“吉積，夠了。”兩人面帶微笑，一言不發。此外，與阿南同期從陸軍士官學校畢業的國務大臣安井藤治安慰他“阿南，身為陸軍大臣，沒有人能像你這樣受苦。”阿南用堅定的語氣說“無論發生什麼，我都會與鈴木總理一起工作到最後。無論怎樣，我都相信鈴木內閣會拯救國家。”
次日，8月10日，阿南召集陸軍省各課的高級成員，指導他們如何為困難局面做好準備。內容強調了軍隊的團結，卻沒有提到聖斷或結束戰爭。阿南最擔心的是軍隊暴走，尤其是150萬中國派遣軍的行動，他們並沒有真正的失敗感。此時如何使全陸軍服從聖斷成為阿南惟幾最大的問題。
陸軍省中層軍官未經阿南同意就製作《陸軍大臣布告》逕自向媒體宣布，阿南從驚訝的情報局總裁下村宏口中聽到這個《陸軍大臣布告》。阿南對要求停止在報紙上發表的下村說“沒關係，讓他們公布，這就是成為一名軍人的意義”，想到如果強行壓抑一批認真的年輕軍官，恐怕局面會失控，這是阿南此刻能做的最好的決定。

#### 兵變計畫
雖然接受《波茨坦宣言》的政策已經確定，但根據所傳達的聲明內容，天皇的地位尚不清楚，因此，日本政府於8月10日通知盟國，“日本將接受不涉及改變天皇統治大權的要求”。8月12日，盟軍對日方的通知作出的答覆是“投降以後，天皇和日本政府擁有治理國家的權力，以實施投降條件。它將‘服從’盟軍最高指揮官，後者將採取其認為必要的行動。”外交部將「服從」大致解釋為「限制」，但陸軍將其翻譯為「隸屬」，並通知了阿南。陸軍青年軍官認為保護國體的主張陷入了危險的地步，因此向阿南力陳“如果不能阻止，大臣應該切腹”，但阿南什麼都沒有說。
8月12日晚，阿南回到了久違的三鷹市下蓮寺的私人住宅。此時阿南已決意戰爭結束後自殺，所以他回家與家人告別。阿南到家後不久，前外相松岡洋右來訪。表示應年青軍官的要求，松岡提議成立以自己為首的軍政府徹底抗戰，但被阿南所拒絕。之後，陸軍省軍務局的兩名年青軍官到訪，他們反對接受《波茨坦宣言》。阿南與年輕軍官談到午夜，沒有時間與家人交談。次日8月13日凌晨，東條前首相連同護衛到訪。東條到的時候，阿南已經睡了，接待他的侍女這麼告訴他時，他沒有多說就離開了。妻子綾子從侍女那裡得知東條來了，便急忙追了上去，終於在三鷹站附近追上了他，並讓他到他家來。東條說“沒關係”，然後就離開了。這是為了不被阿南誤會他贊成政變計劃。他想直接告訴阿南，他會堅持「承詔必謹」。
8月13日阿南惟幾面見天皇，他說明關心國家政體維護和天皇地位的延續，天皇微笑用慣用的暱稱稱呼阿南說“很高興你擔心我，不過你不用擔心，我有確切證據。”聽到天皇的回答，阿南鬆了口氣。
儘管昭和天皇的停戰意圖很明顯，13日上午9:00開始的最高戰爭指導會議，仍出現糾紛。阿南、梅津、豐田認為應該對盟國進行再次確認天皇的地位得到保障。認為在某些情況下，死裏求生，用關鍵的一擊應該可以取得更加有利條件。東鄉堅決反對重新調查，稱這將意味著談判破裂。米內生氣道“不是已經決定了嗎？現在重提這些將違背陛下的意願。”聽著談話的鈴木首相以“軍部似乎試圖用無休止的爭論來破壞政府期待已久的和平努力。”對拒絕接受停戰提出譴責。
最高戰爭指導委員會沒有得出結論，討論被延續到下午3點開始的內閣會議。阿南很壓抑，但在內閣會議上，他堅持要再確認“如果盟國不給出明確答案，決戰不可避免。”安倍源基内務大臣和松阪廣政法務大臣在內閣會議上贊成阿南重新調查，但其他12人贊成外相東鄉立即接受的意見。鈴木在聽取了所有內閣成員的意見後說“我一再閱讀對方的回覆，我認為美國不是出於惡意寫的，陛下也要求和平停戰，因此應該無條件地接受”，然後說“明日下午，我打算再請天皇聖斷。”他決定再次請昭和天皇聖斷。
關於陸軍青年軍官計劃發動政變的傳聞也傳到鈴木的耳邊，鈴木和東鄉也擔心阿南會屈服於青年軍官的壓力而辭去陸軍大臣。阿南也意識到軍隊處於一觸即發的狀況。內閣會議結束後，阿南到首相辦公室與鈴木會面。鈴木欣然迎接他，阿南要求“總理，御前會議能再等兩天嗎？”鈴木以“現在是時候了。不能錯過這個機會。”堅決地拒絕。阿南想再說點什麼，但還是放棄了，他以禮貌的態度為打擾首相道歉後，離開了首相辦公室。在場的軍醫小林堯太大尉對鈴木說“首相，如果你能等的話，為什麼不等呢？”鈴木說“錯過時機，蘇軍會入侵北海道，我們會像德國一樣被分割。”察覺到阿南意圖的小林說“阿南先生要死了，不是嗎？”據說鈴木垂下眼睛，喃喃地說“嗯，對不起。”
以陸軍軍務局幕僚為中心的強硬派青年軍官從11日左右開始逮捕和平派閣僚，並計劃利用近衛師團佔領宮城。阿南從13日的內閣會議回來後，從主謀軍事課長荒尾等人得到了這份計劃書。他看了該計劃多次，認為應該來最終來了。然而，他從沒有表示贊成或反對。荒尾等人努力勸說阿南，但阿南表示“不能違背天皇的意願。”荒尾等人仍然熱切地宣揚，主謀中，有阿南妹夫竹下中佐，還有井田正孝中佐、椎崎二郎中佐、畑中健二少佐許多人是他日常所信任的。他承諾與參謀總長梅津協商，再做結論。然而，荒尾以政變首腦的地位說“如果發動政變，無法獲得國民的合作，本土決戰將極為困難。”
陸軍強硬派青年軍官的不滿也針對海軍的米內，“不要認為海軍大臣的身旁是安全的”的流言傳到阿南的耳朵。因此，阿南命令東部憲兵隊司令大谷敬二郎大佐保護米內安全，但由於米內不信任憲兵遂拒絕了這一提議。

#### 聖斷
8月14日晚上，阿南依承諾帶著荒尾與負責陸軍軍令的參謀總長梅津美治郎會面，但梅津反對兵變計畫。事先知道梅津意見的阿南表示贊同梅津。因此，荒尾等人的政變計劃成了空中樓閣。
關於鈴木提議的御前會議，昭和天皇本人也期待著召開。阿南表示時間可以在下午1點，但昭和天皇要鈴木儘快召開，會議於上午11點開始。昭和天皇在御前會議召開前，召集了陸、海軍杉山元、畑俊六、永野修身三位元帥，聽取了他們的意見，三人基於各種意見主張繼續戰爭。然而其中，畑俊六是阿南特意從廣島市請來的，有觀點認為，阿南的打算是用畑勸昭和天皇。當另外兩人回答“日本仍然可以給敵人一擊”時，畑悲觀地說“我的部隊沒有能力再發動戰爭了。”因此，也有觀點認為，阿南試圖以陸軍資深現任前輩畑俊六的影響力遵行「承詔必謹」約束整個陸軍免於暴走。

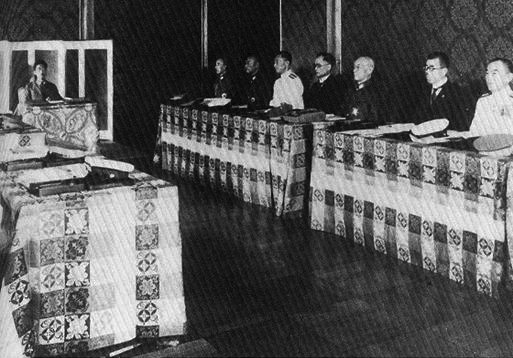
1945年8月14日御前會議

在上午11點開始的御前會議上，阿南、參謀總長梅津和軍令部總長官豐田一如既往地表示，“如果照原樣接受條件，將很難保護國體，應該盡一切辦法對敵人進行第二次調查。”昭和天皇聽到所有意見，靜靜地站起來說“如果沒有其他意見，我會表達我的想法”，他偶爾用白手套擦眼淚說“無論我做什麼，我都想拯救人民的生命。只要我可以向他們講話，我就會站在麥克風前。我希望內閣儘快準備一篇關於戰爭結束的詔書。”聽到天皇的聖斷的與會成員剩下悲傷的怨聲。鈴木接受了準備詔書的工作，他為一再請求聖斷而向天皇道歉後，昭和天皇離開了座位。
之後，他們在首相官邸閣議室吃了一頓簡單的鯨肉和黑麵包午餐，但阿南在午餐後不久就被竹下正彥中佐要求同意政變計劃「兵力使用第二案」。但阿南說“最後的聖斷已經降下來了，不能抗拒。軍人別無選擇，只能服從聖斷。”“當我辭職時，戰爭確定是結束。”他堅定地對竹下等人說。

#### 終戰詔書
內閣成員在簽署戰爭結束的詔書後，阿南穿著軍裝會見東鄉，上半身前傾15度以最敬禮的姿勢道歉說“關於保證佔領和軍隊解除武裝，我看過外務省向盟國表達我們的願望。我非常感謝你的行動。如此在御前會議上，我沒有必要說得那麼強烈。”東鄉苦笑說“不，作為外務省，我不反對作為希望提出。”因為阿南再次彎腰鞠躬說“我非常感謝你。”東鄉有些失措地回答說“無論如何，一切都安全完成了，我真的很高興。”
阿南隨後拜訪首相辦公室，對鈴木說“自從關於戰爭結束的辯論發生以來，我作為陸軍意志的代表，表達了許多強硬的意見。我對給首相帶來的不便表示最誠摯的歉意。本來應該是協助首相的，結果反而引起了矛盾，身為內閣成員我也不是很擅長。我的真實意圖是保護國體，沒有其他的，這點想請你諒解。”他道歉。一直默默聽著阿南說話的鈴木把手搭在阿南的肩上說“阿南先生，我想我最了解您的感受。現在天皇陛下是史上罕見熱衷於祭祀的人，所以我相信他會受到神明的加護。因此，我對日本的未來並不悲觀。”阿南同意說“我也相信。”兩人對視了半晌，阿南拿出用報紙包裹的雪茄，說“這是南方前線送來的雪茄，我不抽，我帶來給你抽。”將包裹放在鈴木辦公桌上後，他再度致敬行禮後，靜靜地離開。
14日夜晚11時過後，阿南回到陸軍大臣官邸。在寫下給鈴木首相辭任陸軍大臣的辭呈，以及給天皇的遺書後，15日清晨5時30分，阿南惟幾在官邸切腹自盡。

## 年譜
- 1900年（明治33年）9月 - 廣島陸軍幼年学校畢業。
- 1905年（明治38年）11月 - 陸軍士官学校畢業（18期）。
- 1906年（明治39年）6月 - 晉升少尉。步兵第1連隊附。
- 1908年（明治41年）12月 - 晉升中尉。
- 1910年（明治43年）11月 - 陸軍中央幼年學校生徒監。
- 1916年（大正5年）11月 - 晉升大尉。
- 1918年（大正7年）11月 - 陸軍大學校畢業（30期）。
- 1919年（大正8年）4月 - 参謀本部附勤務。
  - 12月 - 参謀本部員。
- 1922年（大正11年）2月 - 晉升少佐。
- 1923年（大正12年）8月 - 薩哈林州派遣軍参謀。
- 1925年（大正14年）8月 - 晉升中佐。
- 1926年（大正15年）4月 - 軍令部参謀。
- 1927年（昭和2年）8月 - 出使法國。
  - 12月 - 步兵第45聯隊隊附。
- 1928年（昭和3年）8月10日 - 步兵第45聯隊留守隊長。
- 1929年（昭和4年）8月1日 - 侍從武官。
- 1930年（昭和5年）8月1日 - 晉升大佐。
- 1933年（昭和8年）8月1日 - 近衛步兵第2聯隊長。
- 1934年（昭和9年）8月1日 - 東京陸軍幼年學校長。
- 1935年（昭和10年）3月15日 - 晉升少將。
- 1936年（昭和11年）8月1日 - 陸軍省兵務局長。
- 1937年（昭和12年）3月1日 - 陸軍省人事局長。
- 1938年（昭和13年）3月1日 - 晉升中將。
  - 11月9日 - 第109師團長。
- 1939年（昭和14年）9月12日 - 参謀本部附。
  - 10月14日 - 陸軍次官。
- 1941年（昭和16年）4月10日 - 第11軍司令官。
- 1942年（昭和17年）7月1日 - 第2方面軍司令官。
- 1943年（昭和18年）5月1日 - 晉升大將。
- 1944年（昭和19年）12月26日 - 航空總監兼軍事参議官。
- 1945年（昭和20年）4月7日 - 陸軍大臣（～8月14日）。
- 1945年8月14日，在日本天皇決定投降後，阿南惟幾在陸軍部表示必須服從天皇命令，在場的陸軍高級將領都在一份服從天皇命令投降的約定上簽字，這是宮城軍事政變失敗的重要因素，同日他亦與其他內閣成員在投降文件上簽字。
- 1945年8月15日，切腹自殺。

## 家庭
其子阿南惟茂曾于2001年至2006年担任日本驻华大使。

## 榮譽

### 位階
- 1938年（昭和13年）4月1日 - 從四位
- 1941年（昭和16年）5月1日 - 正四位
- 1943年（昭和18年）5月15日 - 從三位
- 1945年（昭和20年）5月15日 - 正三位

### 勳章
- 勲一等旭日大綬章 ：1940年（昭和15年）4月29日
- 勲一位柱國章 ：1941年（昭和16年）12月9日[68]
- 建國神廟創建紀念章 ：1941年（昭和16年）12月9日